# 2020년 세계 박람회
2020년 세계 박람회(아랍어: إكسبو 2020, 영어: Expo 2020)는 2021년 10월 1일부터 2022년 3월 31일까지 아랍에미리트 두바이에서 개최된 세계 박람회이다. 아랍에미리트 두바이는 2013년 11월 27일에 프랑스 파리에서 열린 국제박람회기구(BIE) 총회의 투표 과정에서 브라질 상파울루, 터키 이즈미르, 러시아 예카테린부르크를 누르고 2020년 세계 박람회 개최 도시로 선정되었다.
원래는 2020년 10월 20일부터 2021년 4월 10일까지 열릴 예정이었다. 하지만 2020년 3월 30일에 국제박람회기구가 전 세계에서 일어난 코로나19 범유행의 여파로 인하여 2020년 세계 박람회를 1년 연기하는 방안을 추진했고 2020년 5월 29일에 해당 안건을 전체 회원국의 2/3 찬성을 통해 가결했다. 이에 따라 2020년 세계 박람회는 사상 처음으로 일정이 연기된 세계 박람회가 되었다. 그러나 마케팅과 브랜드를 고려하여 "2020년 세계 박람회"라는 명칭은 그대로 사용했다. 또한 2022년 2월 24일에 러시아의 우크라이나 침공이 벌어지면서 엑스포 전시장에 있던 러시아관이 조기 철수했다.